# Мессьє 47

Мессьє 47 (також відоме як М47 та NGC 2422) є розсіяним скупченням у сузір'ї Корми.

## Історія відкриття
Скупчення було відкрито Джованні Баттіста Годієрною близько 1654 року та незалежно від нього — Шарлем Мессьє 19 лютого 1771.

## Цікаві характеристики
M47 розташовано на відстані приблизно 1600 світлових років від Землі. Його очікваний вік — близько 78 мільйонів років. Скупчення містить приблизно 50 зірок, найяскравіші з яких мають зоряну величину 5,7.

## Спостереження

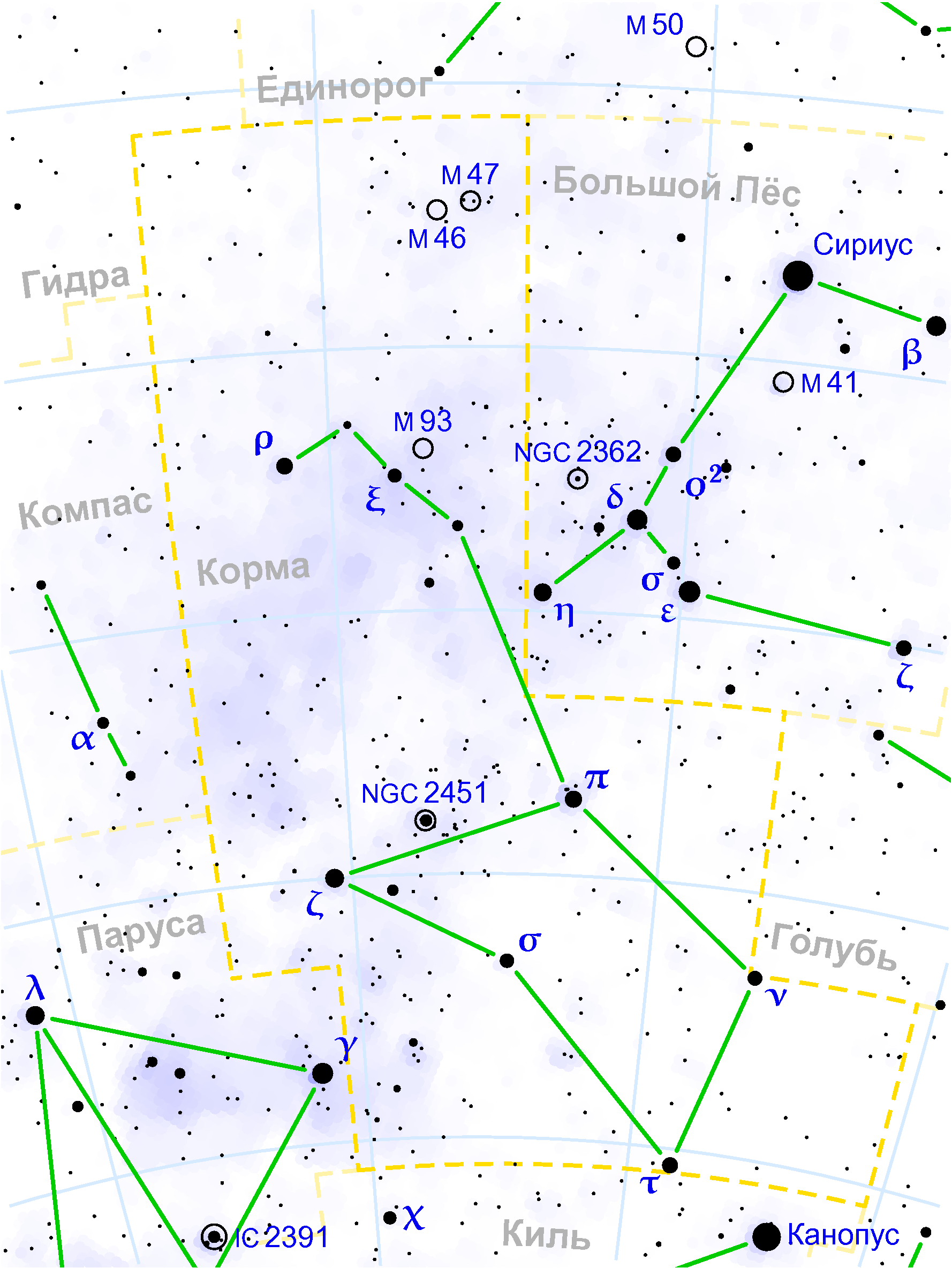
Розсіяне скупчення M47 в сузір'ї Корма

Аматори астрономії у середніх широтах північної півкулі рідко спостерігають це скупчення (як і сусіднє М46 та розташоване на південь М93). Всі три вони перебувають у північній частині сузір'я Корми, що важкодоступна для спостережень. Вони більш-менш підіймаються над горизонтом лише взимку, коли ясних ночей дуже мало, а умови для спостереження не дуже комфортні — впродовж ясної зимової ночі мороз міцнішає до 10—15 °C.
За відсутності сторонньої засвітки (від Місяця і міського освітлення) скупчення М47 помітно навіть неозброєним оком (на 5° на південь від α Єдинорога). Воно виглядає як туманна неяскрава зірочка. У добрий бінокль скупчення являє собою тісну купку з десятка зірок (півтора градуси на захід від дифузної плями М46). У телескоп помірної апертури (127—180 мм) скупчення розпадається на п'ять десятків різних за яскравістю зірок на площі неба, що приблизно дорівнює диску Місяця. Найяскравіші десять зірок утворюють малюнок кособокої посудини або не дуже симетричного метелика. Дві з яскравих зірок — подвійні (одна тісна, інша досить широка).

### Сусіди по небу з каталогу Мессьє
- М46 — (півтора градуси на схід) скупчення багатше, але зібране з тьмяніших і однакових за яскравістю зірок;
- М93 — (10 градусів на південь) тьмяніше й компактне скупчення — цікаве для спостереження в апертурний телескоп;
- М48 — (далеко на північний схід, у Гідрі) багате і яскраве, доступніше для спостережень скупчення;
- М50 — (на північний захід, в Єдинорозі) компактне скупчення у формі вісімки;
- М41 — (на захід, у сузір'ї Великого Пса, під Сіріусом) дуже багате і яскраве скупчення, яке спостерігали ще за часів Арістотеля

### Послідовність спостереження в «Марафоні Мессьє»
… М93 → М46 →М47 → М48 → М67 …

## Навігатори
Координати:  07г 36.6м 00с, −14° 30′ 00″